# Хуанганшань (гора)
Хуанганшань (кит. упр. 黄岗山, пиньинь Huánggǎng shan) — гора на границе между китайскими провинциями Фуцзянь и Цзянси (преимущественно в первой), является частью горной системы Уишань, включённой в список Всемирного наследия ЮНЕСКО.
По решению правительства КНР гора включена в национальный заповедник Уишань. В 1999 году часть горной системы Уишань вошла в перечень Всемирного наследия ЮНЕСКО. Впрочем гора Хуанганшань закрыта для посещения большими группами туристов, для защиты её природы.

## Описание
Расположена на северо-западе горного хребта Уишань. Наивысшая гора этого хребта, высота — 2160,8 метра, что делает её наивысшей точкой провинций Фуцзянь и Цзянси . Большая часть территории (98%) покрыта нетронутыми субтропическими лесами и другой растительностью. Смешанные широколиственные, хвойные, хвойно-лиственные, бамбуковые леса тянутся от нижней части горы до высоты 1700 метров над уровнем моря, эндемичные карликовые леса занимают участок от 1700 до 1990 метров, на отдельных участках от 1400 метров, с 2000 метров расположены горные луга. Рядом с карликовыми деревьями в больших количествах растут мхи
Климат горы характеризуется относительно высокой влажностью, сильными туманами, низкими температурами, сильным порывистым ветром в течение всего года.